# Florence Mkhize
Florence Grace Mkhize (Umzumbe Sudáfrica, 1932 - 1999) fue una activista contra el apartheid y líder del movimiento de mujeres. Mkhize era conocida como  'Mam Flo'. También participó en sindicatos en Sudáfrica, organizándose para el Congreso Sudafricano de Sindicatos (SACTU).

## Biografía
Florence Grace Mkhize nació en 1932 en Umzumbe, Costa Sur de Natal . Empezó a tomar conciencia política a los 16 años mientras asistía a una escuela católica en la costa sur . Mkhize comenzó a luchar contra el apartheid y participó en la Campaña de Desafío en 1952. El artista Ranjith Kally tomó una foto de ella quemando su libreta de ahorros y ahora se exhibe como arte y como un registro de esa lucha.  A pesar de la prohibición de su actividad política, utilizó su lugar de trabajo, una fábrica de costura ubicada en Lakhani Chamber, Durban, para comunicarse y organizarse. Durante la formulación de la Carta de la Libertad, su autobús, que se dirigía a Kliptown para el Congreso del Pueblo, fue devuelto por la policía y enviado de regreso a  Natal.
En 1954, Florence Grace Mkhize con Lilian Ngoyi, Helen Joseph, Fatima Meer y otras mujeres se convirtieron en miembros fundadores de la Federación de Mujeres Sudafricanas. Mkhize organizó a las mujeres para participar en la Marcha de las Mujeres en 1956, pero no pudo ir ella misma debido al bloqueo de la policía al autobús en el que viajaba para llegar a Pretoria.
Florence Grace Mkhize fue una de las líderes de los boicots de la papa y el tabaco contra las industrias que estaban en connivencia con el apartheid en 1959. Después de que el partido Congreso Nacional Africano (ANC) fuera prohibido en 1960, como miembro del Partido Comunista de Sudáfrica (SACP), continuó la lucha uniéndose al Congreso de Sindicatos de Sudáfrica (SACTU) hasta que la organización fue reprimida por el gobierno.  En junio de 1968, fue prohibida nuevamente por cinco años bajo la Ley de Supresión del Comunismo. 
En la década de 1970, Florence Grace Mkhize participó en la Campaña por la Liberación de Nelson Mandela y prestó su casa para esconder a otros activistas que eran buscados por las fuerzas de seguridad. 
Durante la década de 1980, trabajó para resolver la crisis de educación y vivienda en Lamontville . Florence Grace Mkhize colaboró en la recaudación de dinero para ayudar a la formación de los estudiantes a quienes se les negó la educación en la escuela pública, debido a la participación política de sus padres en un viaje reivindicativo a Ámsterdam. La escuela secundaria Phambili se fundó después de este viaje.
Florence Grace Mkhize, también, fue una de las fundadoras del Frente Democrático Unido (UDF) en 1983 y ese mismo año movilizaba a mujeres de otros grupos raciales con la Organización Natal de Mujeres . 
En las elecciones de 1994, fue elegida concejala por el distrito 75, cargo que ocupó hasta el 7 de julio de 1999. Fundó la empresa de limpieza, mantenimiento y transporte Zikhulise cuando era concejal en eThekwini en 1997.
Se casó con Amos Mos Mtuno, en la década de 1950 y vivieron la ciudad de Durban. Tuvieron tres hijos llamados, Mandla y Thulani Khosi y una hija Shauwn Mkhize .
Murió de insuficiencia cardíaca congestiva (cardíaca) el 10 de julio de 1999.

## Premios y reconocimientos
- En 1998, la Liga de Mujeres del Congreso Nacional Africano (ANC) le otorgó su medalla de valentía.
- En 1999, Nelson Mandela le otorgó la Medalla de oro militar sudafricana .[13]
- Las oficinas municipales del centro de la ciudad de Durban fueron renombradas en su honor.[14]
- En 2006, el Ministerio de Medio Ambiente de Sudáfrica encargó un buque de protección ambiental que lleva el nombre de Florence Mkhize.[15]